# اکپینار، تافانبیلی
اکپینار، تافانبیلی (به لاتین: Akpınar, Tufanbeyli) یک منطقهٔ مسکونی در ترکیه است که در استان آدانا واقع شده‌است.